# 谢芮芝
谢芮芝（1882年—1957年），原名永祥，字瑞芝，男，满族，北京人，中国单弦表演艺术家。